# ジャン・ソヴァニャルグ
ジャン・ソヴァニャルグ（ソバニャルグ、フランス語: Jean Sauvagnargues、1915年4月2日 - 2002年8月6日）は、フランスの政治家、外交官。ヴァレリー・ジスカール・デスタン政権にて第6代外務大臣を務めた。

## 生涯
1915年4月2日にパリに誕生する。高等師範学校を卒業後、外務省に入省する。第二次世界大戦中の1943年にシャルル・ド・ゴール率いる自由フランスに参加する。1955年にエチオピア大使となり、以後フランスの対アフリカ外交専門家として1960年代に活躍した。1970年に西ドイツ大使、1974年に外相に就任した。ジスカール・デスタンは、政治家よりもソヴァニャルグを含めたテクノクラートを重用したための外相登用となった。外相としては、フランスとドイツの関係の緊密化に尽くした。
2002年8月6日にスイスのローザンヌで死去した。87歳であった。